# 福特制

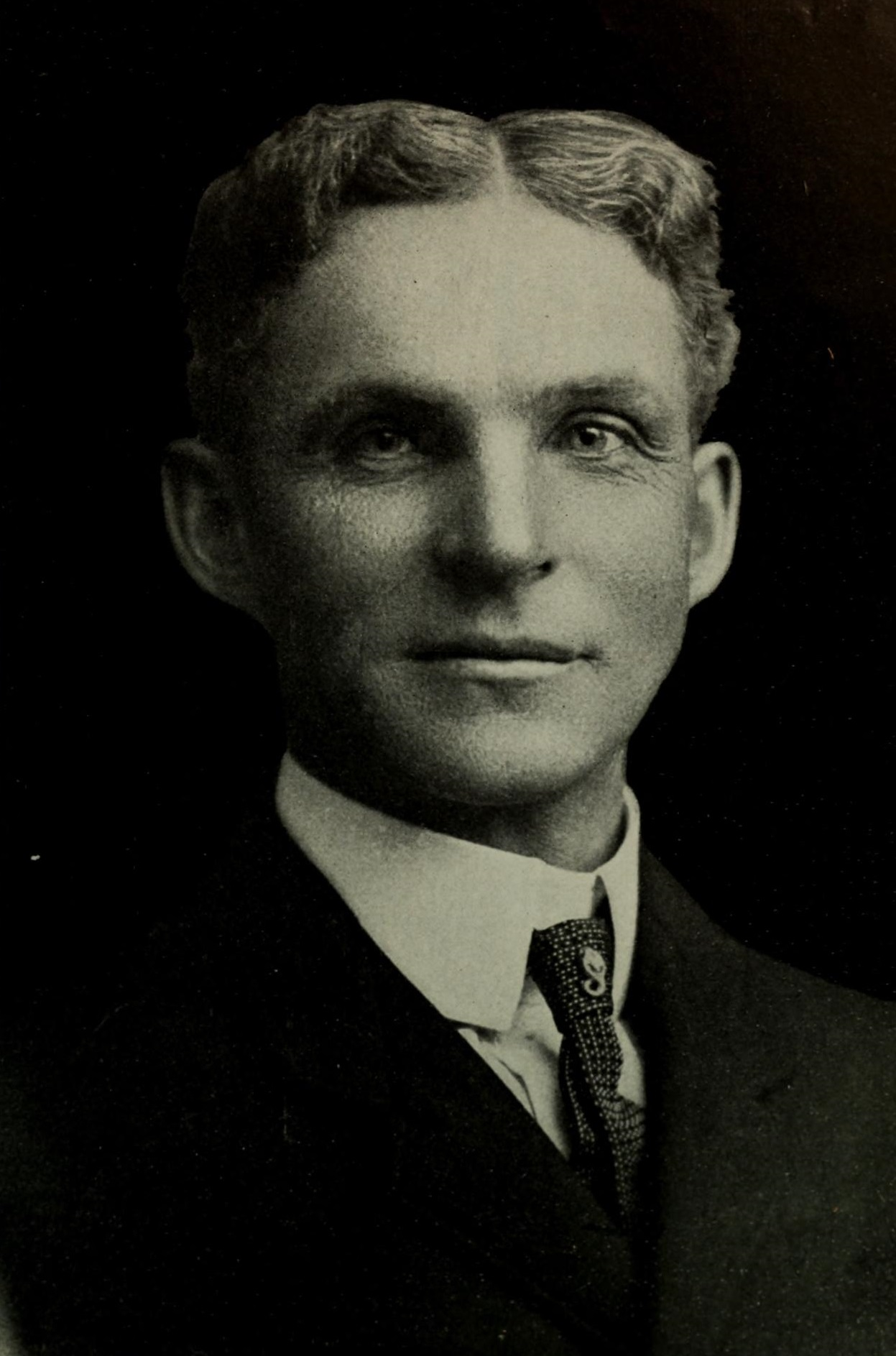
亨利·福特（摄于1913年之前）

福特制（英語：Fordism）描述一套基于工业化和标准化大量生产和大量消费的经济和社会体系。这个（以亨利·福特来命名的）概念广泛运用在，特别是有关20世纪的生产、工作条件、消费和其它相关现象的社会学、经济学和管理学中。

## 概论

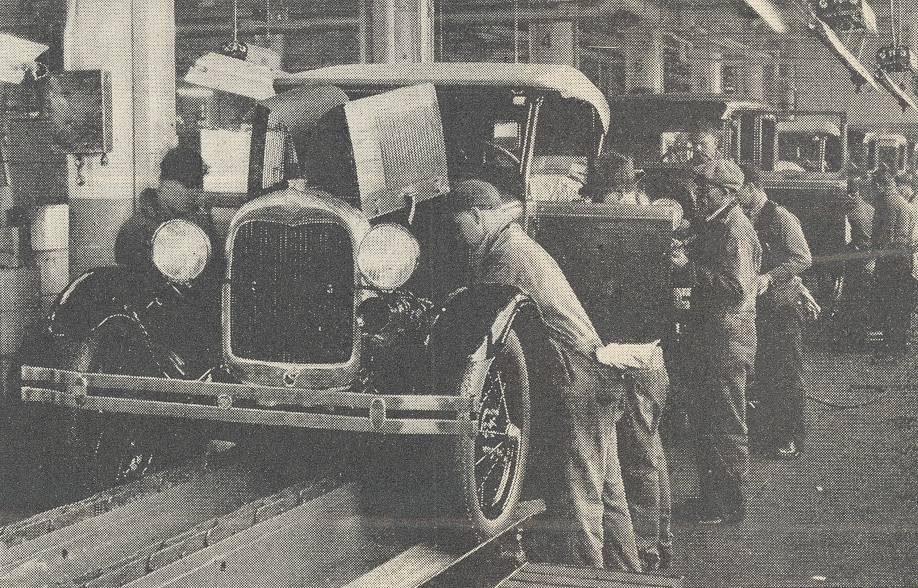
福特A型车的装配线

福特制是“一个同名的生产系统，其设计是生产出大量标准化且廉价的产品，并提供其工人体面足够的工资来买这些产品”。福特制也被描述为“一个基于大量生产的经济扩张和技术进步的模式，大量生产是利用专用机器和非熟练工人生产大批量的标准化产品”。尽管福特制是一套在汽车工业用来提高生产率的方法，但这个原则能够运用到任何一种制造程序中。其成功之处来源于三个主要原则：
1. 产品的标准化（非手工制作：一切都是由非熟练工人利用机器和模子来制作的）
2. 生产流水线的采用，利用专用工具和设备让非熟练工人能合作生产成品
3. 付给工人高于一般生活开销的工薪，以便让他们有能力来买他们自己制造的产品。[3]

加上亨利·福特时代的技术革新，这些原则让他的革命性的劳工形式兴旺发达。确实他的生产流水线是革命性的，但并非是原创的。他给现代社会最原创的贡献是在专用工具的帮助下把复杂的任务细分成更简单的任务。简单的任务生产出每次都可使用的通用零部件。这样就带来了适应性强的灵活度，流水线可根据最后装配产品的需求来改变它的组成部件。流水线在福特之前就已出现，但还没有福特创建的流水线那么高效。他的真正成就在于认识到它的潜能，把它整个分解成能够重新更高效组合生产的部件，这样的话就给现实世界带来了一套优化的模式。这样一个改变带来的优点是减少了经营工厂所需的劳动力，同时无需技能的劳力也减轻了生产成本。根据鲍博·杰索普的描述，福特制有四个层次。

## 背景

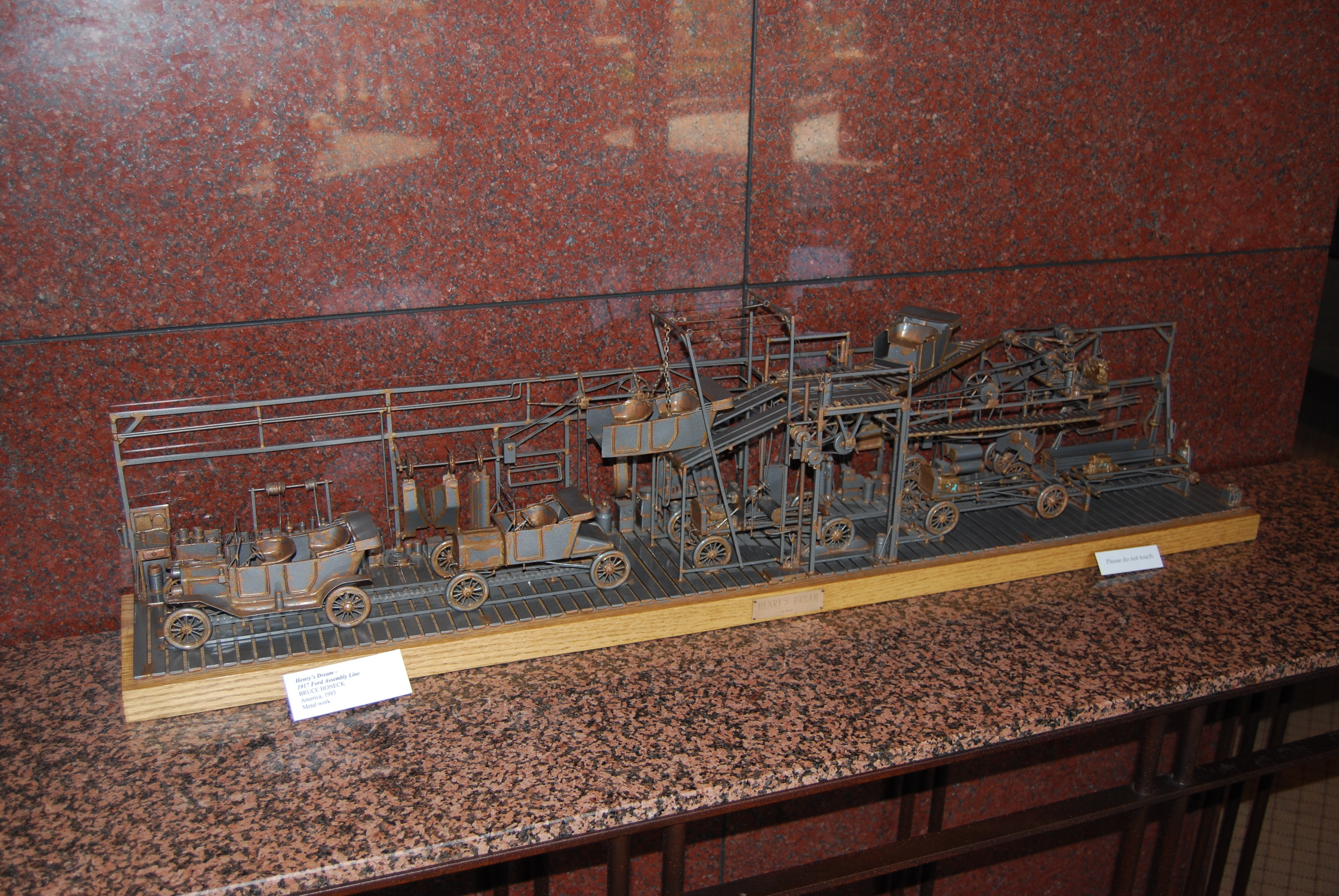
福特T型车的装配线模型

福特汽车公司是在1890-1910年间新创立的几百个小型汽车制造商之一。有过五年汽车制造的经验后福特推出T型车，T型车简单又轻巧，但足够结实来适应崎岖不平的路面。这款车型的大量生产降低了它的单价，普通的消费者也承受得起。另外为了对付大量的旷工现象和一年超过400%的职工离职率，福特给他的工人大幅提高工资。这也间接地让工人们也可成为汽车的消费者。这些因素导致了大量消费。事实上，T型车超越了所有的期望，因为它在高峰期达到了美国汽车生产总量的60%。
福特所建立的生产系统涉及了公司内部之间的同步、精确和专业化。
福特和他的高层管理并没有使用“福特制”（福特主义）这个词来描述他们的动机和世界观，他们也不认为这是某某主义。但是很多同时代的人用福特制这个词来表达福特的世界观。

## 历史
自安东尼奥·葛兰西在他的《狱中札记》书中《美国主义和福特制》（Americanism and Fordism）一文中使用后，“福特制”一词受到关注。自此很多主要但不光是马克思主义意识形态的经济学和社会学作家开始使用该词。
根据历史学家查尔斯·麦尔的解释，在欧洲福特制之前流行的是泰勒制，这是一套劳动纪律和工作场所管理的方法，它是基于按说是关于人工效率和奖励机制的科学研究。它在世纪末至第一次世界大战时期尤其在德国和意大利吸引了很多欧洲的知识分子。
但是在1918年后，在欧洲认为的泰勒制中劳动效率目标转向为“福特制”。也就是说用装配线、标准化和大众市场来重新组织整个生产过程。在欧洲福特制最具吸引力的是它承诺把经济、社会、甚至个人性格下辖于技术合理性的严格标准，以此去消除资本主义社会之前所留下的过时的东西。大萧条模糊了美国技术官僚的乌托邦式的目光，但是第二次世界大战及其后果又激活了这个理想。
很快泰勒制的原理被列宁接触到并运用至苏联的工业化当中。
后来受到安东尼奥·葛兰西的启发，马克思主义者在1930年代接触到福特制，并在1970年代拓展至“后福特制”。在Antonio and Bonanno (2000)一文中介绍了在20世纪中福特制的发展及其从全球化到新自由主义全球化的后续经济发展阶段，强调的是美国在全球化中的角色。“福特制”对意大利马克思主义者安东尼奥·葛兰西意味着用以提高生产的程序化和密集型的劳力。Antonio and Bonanno (2000)一文辩论到福特制在二战后的美国称雄和大量消费主义的年代中达到顶峰，但是在1970年代对民众在政治和文化上的打击而凋零。科技的进步和冷战的结束在1990年代引进了全球化中的一个新的“新自由主义”的阶段。Antonio and Bonanno (2000)一文进一步暗示福特制的一些如经济上的不平等的负面因素还继续存在，这导致一些抑制美国民主追求的文化问题和环境问题浮出表面。
历史学家托马斯·休斯详细介绍了苏联在1920年代和1930年代热情接受福特制和泰勒制，并引进在这两个领域的美国专家和一些美国工程公司来建立其部分工业基础设施。五年计划和中央计划经济的概念能够直接追溯到泰勒制对苏维埃想法的影响。休斯引用斯大林的原话：
|  | 美国效率就是那个顽强的力量，它既不知道也不认可障碍；它有始有终地完成一个任务，不论那个任务多小；没有它严肃的建设工程是不可思议的……苏联革命范围和美国效率的组合是列宁主义的核心。 |

休斯写到：当苏联发展和成为强国后，苏美两方面都选择忽视或否认美国的观念和专业技术所做的贡献。苏联人这么做是因为他们想要把自己描述为自己命运的创造者，而不是感激于他们的对手。美国人这么做是因为他们不愿承认他们在创建一个强大对手苏联中所起的作用。

## 后福特制

信息技术、白领工人和专业技能是后福特制的一些特征。

福特制之后的时期被定为后福特制或者新福特制。前者认为全球资本主义已经同福特制彻底划清界限（包括战胜它的一些不协调性），而后者则认为福特制中的资本积累体制（Regimes of Capital Accumulation）的一些元素还继续存在。调节学派则喜欢用“后-福特制”（英語：After-Fordism）来表示福特制过后的内容还不太清楚。
在后福特制的经济体中：
- 新的信息技术是至关重要的。
- 产品是营销至利基市场，而不是营销至根据社会阶级来划分的大众消费模式。
- 服务业超越制造业。
- 劳动力女性化。
- 金融市场全球化。

## 文化引用
卡雷尔·恰佩克的剧本《R.U.R.罗梭的万能工人》中的批量生产出的机器人被形容是代表“第一次世界大战和福特制装配线对现代社会做出的创伤性转变”。
一个基于对亨利·福特崇拜的宗教是奥尔德斯·赫胥黎《美丽新世界》书中技术官僚的主要特点，其中大量生产被运用到工业和人类繁殖中。